# 牧野百男
牧野 百男（まきの ひゃくお、1941年（昭和16年）11月18日 - ）は、日本の政治家。元福井県鯖江市長（4期）、元福井県議会議員（1期）。

## 来歴
福井県立待村（現・鯖江市石田上町）出身。福井県立鯖江高等学校卒業。1961年（昭和36年）、福井県庁に入庁。福井県嶺南振興局長、県民生活部長や総務部長などを歴任した。2001年（平成13年）3月、福井県庁を退職。同年4月、小浜市副市長に就任した。2002年（平成14年）12月、同副市長を退任。
2003年（平成15年）4月の福井県議会議員選挙の鯖江市選挙区（定数3）に無所属で立候補しトップ当選を果たした。
同年6月から鯖江市は福井市など4市町村との合併協議を開始。しかし意見の相違から協議は行き詰まり、翌2004年（平成16年）3月、辻嘉右エ門市長は合併を断念したことを表明した。これに対し、鯖江市の市民団体は辻が独断で合併を進めたことに責めがあるとして、4月末からリコール手続きを開始。8月29日に行われた住民投票によりリコールが成立し、辻は即日失職した。リコールを成立させた二つの市民団体から牧野は市長選への出馬要請を受け、9月に県議を辞職。10月17日に行われた出直し選挙に自民党・民主党・公明党の推薦と日本共産党の支持を得て立候補し、辻との一騎討ちを制した。
2008年（平成20年）、再選。2012年（平成24年）、無投票により3選。2016年（平成28年）、無投票により4選。2020年10月、市長選挙に立候補せず4期で退任。
2021年11月3日、秋の叙勲において旭日小綬章を受章。